# Klot
De termen klot en moer hebben betrekking op hoedanigheden waarin veenbodem voorkomt. De betekenissen overlappen elkaar enigszins en hebben ook regionale verschillen.

## Klot
De term Klot heeft twee verwante betekenissen.
- Het is de Zuid-Nederlandse naam voor opgebaggerd veen met halfvergane plantenresten uit moerasgebieden of verlande vennen. De brijachtige substantie werd verwerkt door een laag op een stuk grond uit te spreiden zodat het kon drogen. Vervolgens werden er met behulp van een aangepunte houten stok die 'schrijfstok' werd genoemd, 'strepen' in aangebracht om vervolgens de blokken, turven genoemd, los te kunnen snijden.

Deze blokken werden in piramides van ongeveer een halve meter hoog gestapeld met openingen tussen de blokken, zodat ze verder konden drogen. Omdat de bovenste blokken het eerste droog werden, moest de toren minimaal eenmaal opnieuw worden opgebouwd, maar dan in omgekeerde volgorde.
Als de blokken voldoende droog waren konden ze gebruikt worden als brandstof. Wat uiteindelijk achterbleef was een waterplas, die opnieuw zou gaan verlanden.
Klotbaggeren werd nog toegepast tijdens de Tweede Wereldoorlog, toen er brandstofschaarste heerste.
- Klot is ook de benaming voor baggerturf in het algemeen, ook als dit afkomstig was uit moergebieden (verdronken hoogveen) of als onderste laag van hoogveenafzettingen, in Noord-Nederland ook wel dargveen of baggel genaamd.

## Moer
- De benaming moer wordt in West-Nederland gebruikt voor verdronken hoogveen. Vroeger werd dit abusievelijk als laagveen bestempeld. Moerwinning leidde tot de vorming van uitgestrekte plassen die door afkalving van de oevers, vooral bij storm en hoogwater, een gevaar voor de veiligheid gingen vormen en later veelal als (laaggelegen) droogmakerijen op het water zijn teruggewonnen. Plaatselijk kon de moerwinning ook de kustverdediging bedreigen.

Een oude wijze van moerwinning was in West-Nederland het darinkdelven of selnering: het afgraven en vervolgens verbranden van ooit door de zee overspoeld veen ten behoeve van de zoutwinning. Wegens het gevaar voor de kustverdediging werd het darinkdelven omstreeks het jaar 1500 verboden.
- Daarnaast wordt het begrip moer wel gebruikt in de betekenis van klot.

## Toponymie

### Klot
Namen als Klotput, Klotbroek, Klotven, Klotterpeel, Moerputten en dergelijke zijn nog in de huidige toponymie terug te vinden, vooral in Noord-Brabant en Limburg.
De naam 'Klotven' komt bijvoorbeeld voor in Bergeijk (Grote Klotven, Nieuwe Klotven op De Plateaux) en op de Lozerheide 
te Lozen (België). In Goirle is een straat met de naam Klotven. In De Rips vindt men, grenzend aan het landgoed De Stippelberg, de Klotterpeel.
De naam 'klot' komt ook regelmatig voor bij carnavalsverenigingen en dergelijke.

### Moer
In de kustgebieden verwijst moer meestal naar verdronken hoogveen.
Plaatsnamen als Moerdijk, Moergestel, Moerstraten en 's-Gravenmoer, alle in Noord-Brabant, Moerkapelle in Zuid-Holland, Moerkerke en De Moeren in West-Vlaanderen, Moerbeke, officieus ook wel Moerbeke-Waas in het Waasland in Oost-Vlaanderen, Moerbeke (Morbecque) en  De Moeren (Les Moëres) in Frankrijk, in Frans-Vlaanderen, verwijzen naar de moerwinning. Dat zelfde geldt voor toponiemen als Moerenvaart en Moerbaan.
Toponiemen met moer elders zijn bijvoorbeeld: De Moeren, een natuurgebied (en een landhuis) ten westen van Zundert in de provincie Noord-Brabant. De Moerputten, een natuurgebied bij 's-Hertogenbosch. Te Nijnsel vinden we het natuurgebied Moerkuilen. Oostermoer is een van de zes historische 
dingspelen van de Landschap Drenthe, gelegen aan de noordoostzijde van de provincie.
De Moeren bij Mol in de provincie Antwerpen was een restant van  de vroeger uitgestrekte hoogvenen van de Belgische Kempen. Moerbeke is een deelgemeente van Geraardsbergen in Oost-Vlaanderen.